# Antonina natalensis
Antonina natalensis är en insektsart som beskrevs av Charles Kimberlin Brain 1915. Antonina natalensis ingår i släktet Antonina och familjen ullsköldlöss. Inga underarter finns listade i Catalogue of Life.